# G-Klasse (1936)
Die G-Klasse war eine Schiffsklasse von acht Zerstörern, die als Teil des Marineprogramms von 1933 für die britische Royal Navy gebaut wurden. Ein neuntes Schiff, die Grenville, hatte einen etwas veränderten Entwurf, um als Flottillenführer zu dienen. Die Zerstörer der G-Klasse kamen im Zweiten Weltkrieg zu vielfältigen Kampfeinsätzen; sieben der neun Schiffe gingen während des Krieges verloren, eines wurde an die Royal Canadian Navy abgegeben, ein weiteres an die polnische Marine.

## Entwurf
Der Entwurf für die G-Klasse beruhte im Wesentlichen auf dem Entwurf für die vorhergehende F-Klasse. Die geringfügigen Änderungen betrafen u. a. den Verzicht auf Marschturbinen. Vorschläge, modernere Kessel anstelle der bisherigen Niederdruckkessel einzubauen, wurden von der Admiralität abgelehnt.
Die Grenville war im Vergleich zu den anderen Schiffen etwas größer, um den Kommandeur der Flottille, seinen Stab und weitere Besatzungsmitglieder unterzubringen.
Soweit sie nicht frühzeitig verlorengingen, wurde die Ausrüstung und Bewaffnung der Zerstörer im Verlauf des Zweiten Weltkriegs teils erheblich modifiziert. Hierunter fallen etwa die Ausstattung mit Radar und dem Funkpeilungssystem Huff-Duff, mit zusätzlichen bzw. veränderten Geschützen, vor allem Flak und Schnellfeuerwaffen, sowie neuen Wasserbombenwurfvorrichtungen.

## Kriegseinsatz
Die Schiffe der G-Klasse wurden während des Zweiten Weltkriegs vor allem als Eskorten für Konvois und Kriegsschiffe und bei der Jagd auf U-Boote eingesetzt. Sieben der neun Schiffe gingen bei diesen Einsätzen verloren, allesamt durch Kampfhandlungen bzw. Minen. Im Gegenzug waren die Zerstörer der G-Klasse an der Versenkung von vier deutschen und drei italienischen U-Booten beteiligt, außerdem beschädigten sie einen deutschen Schweren Kreuzer und einen französischen Großzerstörer.
Die beiden überlebenden Schiffe waren nach dem Ende des Kriegs technisch veraltet und durch die jahrelangen Kriegseinsätze verbraucht und kaum noch verwendungsfähig.

## Schiffe der G-Klasse
- Gallant – Während der Operation Dynamo durch deutsche Bomber beschädigt, im Oktober 1940 an der Versenkung des ital. U-Bootes Lafole beteiligt. Nach Minen- und Bombentreffern im Januar 1941 vor und in Malta ausgemustert, später als Blockschiff versenkt.
- Garland – 1940 an Polen abgegeben. Im September 1944 an der Versenkung von U 407 beteiligt. Nach Kriegsende zurück- und wiederum an die Niederlande abgegeben, 1964 verschrottet.
- Grafton – Am 29. Mai 1940 während der Operation Dynamo vor Dünkirchen durch U 62 versenkt.
- Greyhound – Während der Operation Dynamo durch deutsche Küstengeschütze beschädigt, nahm an der versuchten Landung bei Dakar im September 1940 (Operation Menace) teil und beschädigte den Großzerstörer L'Audacieux. Versenkte dann im Januar bzw. März 1941 die italienischen U-Boote Neghelli und Anfritite und nahm an der Seeschlacht bei Kap Matapan teil, bevor das Schiff selbst am 22. Mai 1941 im Zuge der Evakuierung der alliierten Truppen von der Insel Kreta durch deutsche Bomber im Kythera-Kanal versenkt wurde.
- Gipsy – Am 21. November 1939 nach Minentreffer in der Nähe von Harwich gesunken.
- Glowworm – Bei der Norwegen-Unternehmung am 8. April 1940 im Gefecht mit deutschen Einheiten gesunken, nachdem zuvor der Schwere Kreuzer Admiral Hipper durch Rammstoß beschädigt worden war.
- Grenade – Am 29. Mai 1940 während der Operation Dynamo vor Dünkirchen durch Bombentreffer versenkt.
- Griffin – War an der Versenkung von Lafole im Oktober 1940 beteiligt, ebenso an der Seeschlacht bei Kap Matapan im März 1941; im März 1943 an die Royal Canadian Navy abgegeben und in Ottawa II umbenannt. War im Juli und August 1944 an der Versenkung von U 678, U 621 und U 984 im Ärmelkanal und in der Biskaya beteiligt, 1946 abgewrackt.

Flottillenführer:
- Grenville – Am 19. Januar 1940 nach Minentreffer in der Themse-Mündung gesunken.